# جائزة هيرنينغ الكبرى 2022
جائزة هيرنينغ الكبرى 2022 (بالدنماركية: Grand Prix Herning 2022)‏ هي سباق دراجات هوائية، وهو الموسم الثامن والعشرين من جائزة هيرنينغ الكبرى، وأقيم في 21 مايو 2022 ضمن سباقات طواف أوروبا للدراجات 2022، وشارك فيه 170 متسابقاً ووصل إلى نهايته 73 متسابقاً.
فاز بالمركز الأول أندرياس ستوكبرو، وبالمركز الثاني Mads Rahbek ‏، وبالمركز الثالث مادس بيدرسن.

## الفرق
| فريق برو- أونو اكس برو سايكلنج تيم 2022 ‏ فرق قارية (13)- Parkhotel Valkenburg CT ‏ - توبفوركس لابيير ‏ - Diftar Continental Cyclingteam ‏ - بي إتش إس - بل بيتون بورنهولم 2022 ‏ - كولوكويك 2022 ‏ - دوكلا بانسكا بيستريتسا ‏ - Mazowsze Serce Polski ‏ - Kaunas Cycling Team ‏ - موتالا سيرنك أليبايك 2022 ‏ - ريستورانت سوري كارل راس 2022 ‏ - فريق ريوال للدراجات 2022 ‏ - Team Skyline ‏ - Voltas Cycling Team ‏ فريق وطني- فريق الدنمارك لركوب الدراجات للرجال 2022 ‏ فرق نخبة (8)- Herning CK Elite Biemme Danmark ‏ - Bache-JS.dk ‏ - CO:PLAY-Giant Store ‏ - Georg Berg ‏ - Give Elementer ‏ - IBT-BH Carl Ras ‏ - Nyt Syn powered by Fialla ‏ - Sparekassen Danmark Aalborg ‏ فرق دراجات هواة (3)- Team SmartDry‏ - The Cycling Academy Race Team‏ - Tønsberg CK Elite‏ فرق أندية الدراجات (2)- Team Kjekkas Elite‏ - WPGA Amsterdam Racing Academy‏ |  |
| |  |

## المشاركون
| كولوكويك للدراجات ‏ TCQ | كولوكويك للدراجات ‏ TCQ    | كولوكويك للدراجات ‏ TCQ |
| ---------------------- | ------------------------- | ---------------------- |
| م                      | عداء                      | مرتبة                  |
| 1                      | مادس أوسترغارد كريستنسن ‏  | 15                     |
| 2                      | Frederik Muff ‏            | 18                     |
| 3                      | Sebastian Kolze Changizi ‏ | 7                      |
| 4                      | مادس أندرسن ‏              | 53                     |
| 5                      | Joshua Gudnitz ‏           | 29                     |
| 6                      | Frederik Bjørn Sørensen ‏  | 77                     |

| فريق الدنمارك لركوب الدراجات للرجال 2022 ‏ DEN | فريق الدنمارك لركوب الدراجات للرجال 2022 ‏ DEN | فريق الدنمارك لركوب الدراجات للرجال 2022 ‏ DEN |
| --------------------------------------------- | --------------------------------------------- | --------------------------------------------- |
| م                                             | عداء                                          | مرتبة                                         |
| 11                                            | مادس بيدرسن                                   | 3                                             |
| 12                                            | Mathias Norsgaard ‏                            | 14                                            |
| 13                                            | Tobias Lund Andresen ‏                         | لم يكمل السباق                                |
| 14                                            | أندرياس ستوكبرو                               | 1                                             |
| 15                                            | Mattias Nordal ‏                               | لم يكمل السباق                                |
| 16                                            | Johan Price-Pejtersen ‏                        | 16                                            |

| أونو-إكس موبيليتي ‏ UXT | أونو-إكس موبيليتي ‏ UXT | أونو-إكس موبيليتي ‏ UXT |
| ---------------------- | ---------------------- | ---------------------- |
| م                      | عداء                   | مرتبة                  |
| 21                     | Anthon Charmig ‏        | 17                     |
| 22                     | Morten Hulgaard ‏       | 47                     |
| 23                     | Fredrik Dversnes ‏      | 45                     |
| 24                     | لاسي نورمان هانسن      | 48                     |
| 25                     | William Blume Levy ‏    | 10                     |
| 26                     | Kristian Kulset ‏       | 44                     |

| فريق ريوال للدراجات ‏ RIW | فريق ريوال للدراجات ‏ RIW | فريق ريوال للدراجات ‏ RIW |
| ------------------------ | ------------------------ | ------------------------ |
| م                        | عداء                     | مرتبة                    |
| 31                       | Martijn Budding ‏         | 22                       |
| 32                       | Elmar Reinders ‏          | 4                        |
| 33                       | Alexander Salby ‏         | 49                       |
| 34                       | Søren Vosgerau ‏          | لم يكمل السباق           |
| 35                       | Morten Nørtoft ‏          | 20                       |
| 36                       | Kasper Viberg Søgaard ‏   | 73                       |

| بي إتش إس - بل بيتون بورنهولم ‏ BPC | بي إتش إس - بل بيتون بورنهولم ‏ BPC | بي إتش إس - بل بيتون بورنهولم ‏ BPC |
| ---------------------------------- | ---------------------------------- | ---------------------------------- |
| م                                  | عداء                               | مرتبة                              |
| 41                                 | Mads Rahbek ‏                       | 1                                  |
| 42                                 | Adam Holm Jørgensen ‏               | 5                                  |
| 43                                 | Nils Lau Nyborg Broge ‏             | 75                                 |
| 44                                 | Emil Toudal ‏                       | 21                                 |
| 45                                 | Gustav Wang ‏                       | 30                                 |
| 46                                 | Sebastian Ryttersgaard ‏            | 57                                 |

| ريستورانت سوري كارل راس ‏ GSH | ريستورانت سوري كارل راس ‏ GSH | ريستورانت سوري كارل راس ‏ GSH |
| ---------------------------- | ---------------------------- | ---------------------------- |
| م                            | عداء                         | مرتبة                        |
| 51                           | ماثياس لارسن ‏                | 6                            |
| 52                           | Tobias Kongstad ‏             | 38                           |
| 53                           | Rasmus Bøgh Wallin ‏          | 13                           |
| 54                           | Magnus Bak Klaris ‏           | 43                           |
| 55                           | Albert Holm ‏                 | لم يكمل السباق               |
| 56                           | Alexander Arnt Hansen ‏       | لم يكمل السباق               |

| Parkhotel Valkenburg CT ‏ ABC | Parkhotel Valkenburg CT ‏ ABC | Parkhotel Valkenburg CT ‏ ABC |
| ---------------------------- | ---------------------------- | ---------------------------- |
| م                            | عداء                         | مرتبة                        |
| 61                           | Luke Verburg‏                 | 39                           |
| 62                           | Joren Bloem ‏                 | 63                           |
| 63                           | Mel van der Veekens ‏         | لم يكمل السباق               |
| 64                           | كالوم مكليود‏                 | 46                           |
| 65                           | Lars Loohuis‏                 | 34                           |
| 66                           | Mike Schuch‏                  | 50                           |

| Mazowsze Serce Polski ‏ MSP | Mazowsze Serce Polski ‏ MSP  | Mazowsze Serce Polski ‏ MSP |
| -------------------------- | --------------------------- | -------------------------- |
| م                          | عداء                        | مرتبة                      |
| 71                         | Piotr Brożyna ‏              | لم يكمل السباق             |
| 72                         | Marcin Budziński (cyclist) ‏ | 42                         |
| 73                         | Tomasz Budziński ‏           | 28                         |
| 74                         | Mateusz Gajdulewicz ‏        | لم يكمل السباق             |
| 75                         | Kacper Gieryk ‏              | لم يكمل السباق             |
| 76                         | Adam Stachowiak (cyclist) ‏  | لم يكمل السباق             |

| توبفوركس لابيير ‏ ATT | توبفوركس لابيير ‏ ATT | توبفوركس لابيير ‏ ATT |
| -------------------- | -------------------- | -------------------- |
| م                    | عداء                 | مرتبة                |
| 81                   | Jiří Petruš‏          | لم يكمل السباق       |
| 82                   | Petr Klabouch‏        | 74                   |
| 83                   | Miká Heming ‏         | 8                    |
| 84                   | Matěj Stránský ‏      | 70                   |
| 85                   | Matúš Štoček ‏        | 54                   |
| 86                   | Tomáš Bárta ‏         | 27                   |

| Team Kjekkas Elite‏ ___ | Team Kjekkas Elite‏ ___ | Team Kjekkas Elite‏ ___ |
| ---------------------- | ---------------------- | ---------------------- |
| م                      | عداء                   | مرتبة                  |
| 91                     | Anders Bjørgeengen‏     | لم يكمل السباق         |
| 92                     | Jørgen Korstad‏         | لم يكمل السباق         |
| 93                     | Kristian Klevgård ‏     | 12                     |
| 94                     | Kristoffer Skjerping ‏  | 31                     |
| 95                     | Magnus Frydenlund ‏     | لم يكمل السباق         |

| Diftar Continental Cyclingteam ‏ ALQ | Diftar Continental Cyclingteam ‏ ALQ | Diftar Continental Cyclingteam ‏ ALQ |
| ----------------------------------- | ----------------------------------- | ----------------------------------- |
| م                                   | عداء                                | مرتبة                               |
| 101                                 | Tim Bierkens‏                        | 25                                  |
| 102                                 | Mike Bronswijk‏                      | 37                                  |
| 103                                 | Aden Paterson‏                       | 40                                  |
| 104                                 | Lars Rouffaer ‏                      | 26                                  |
| 105                                 | Lars van Uum‏                        | 60                                  |
| 106                                 | Mike Vliek‏                          | لم يكمل السباق                      |

| دوكلا بانسكا بيستريتسا ‏ DKB | دوكلا بانسكا بيستريتسا ‏ DKB | دوكلا بانسكا بيستريتسا ‏ DKB |
| --------------------------- | --------------------------- | --------------------------- |
| م                           | عداء                        | مرتبة                       |
| 111                         | Samuel Tuka‏                 | لم يكمل السباق              |
| 112                         | مارتن هارينغ ‏               | لم يكمل السباق              |
| 113                         | Patrik Tybor ‏               | لم يكمل السباق              |
| 114                         | Lukáš Kubiš ‏                | لم يكمل السباق              |
| 115                         | Adam Foltán ‏                | لم يكمل السباق              |
| 116                         | Pavol Rovder‏                | لم يكمل السباق              |

| موتالا سيرنك أليبايك ‏ MSA | موتالا سيرنك أليبايك ‏ MSA | موتالا سيرنك أليبايك ‏ MSA |
| ------------------------- | ------------------------- | ------------------------- |
| م                         | عداء                      | مرتبة                     |
| 121                       | Jacob Ahlsson ‏            | لم يكمل السباق            |
| 122                       | Samuel Lord‏               | لم يكمل السباق            |
| 123                       | Lukas Vernersson ‏         | لم يكمل السباق            |
| 124                       | Linus Kvist ‏              | لم يكمل السباق            |
| 125                       | Filip Mård ‏               | 76                        |
| 126                       | Hugo Lennartsson ‏         | 67                        |

| Voltas Cycling Team ‏ VCT | Voltas Cycling Team ‏ VCT | Voltas Cycling Team ‏ VCT |
| ------------------------ | ------------------------ | ------------------------ |
| م                        | عداء                     | مرتبة                    |
| 141                      | Mantas Staliūnas‏         | لم يكمل السباق           |
| 142                      | Darijus Džervus ‏         | لم يكمل السباق           |
| 143                      | Jokūbas Zdanevičius‏      | لم يكمل السباق           |
| 144                      | Mindaugas Striška ‏       | لم يكمل السباق           |
| 145                      | Edgaras Kovaliovas ‏      | لم يكمل السباق           |

| Team Skyline ‏ TSL | Team Skyline ‏ TSL | Team Skyline ‏ TSL |
| ----------------- | ----------------- | ----------------- |
| م                 | عداء              | مرتبة             |
| 151               | Wolfgang Brandl ‏  | 52                |
| 152               | Clayton Travis‏    | لم يكمل السباق    |
| 153               | Chaz Turmon‏       | لم يكمل السباق    |
| 154               | Joseph Lupien‏     | لم يكمل السباق    |
| 155               | Nick Kleban‏       | 59                |
| 156               | Trevor August‏     | لم يكمل السباق    |

| Kaunas Cycling Team ‏ KCC | Kaunas Cycling Team ‏ KCC | Kaunas Cycling Team ‏ KCC |
| ------------------------ | ------------------------ | ------------------------ |
| م                        | عداء                     | مرتبة                    |
| 161                      | Venantas Lašinis ‏        | 19                       |
| 162                      | Aristidas Kelmelis‏       | لم يكمل السباق           |
| 163                      | Mantas Balčiūnas‏         | لم يكمل السباق           |
| 164                      | Gustas Raugala ‏          | لم يكمل السباق           |
| 165                      | Artūras Kazakevičius‏     | لم يكمل السباق           |
| 166                      | Martynas Tomkus‏          | لم يكمل السباق           |

| Herning CK Elite Biemme Danmark ‏ ___ | Herning CK Elite Biemme Danmark ‏ ___ | Herning CK Elite Biemme Danmark ‏ ___ |
| ------------------------------------ | ------------------------------------ | ------------------------------------ |
| م                                    | عداء                                 | مرتبة                                |
| 171                                  | Jonas Nordal Jakobsen‏                | لم يكمل السباق                       |
| 172                                  | Rasmus Byriel Iversen ‏               | لم يكمل السباق                       |
| 173                                  | Andreas Brandt Aidel ‏                | لم يكمل السباق                       |
| 174                                  | Daniel Lyhne ‏                        | 79                                   |
| 175                                  | Mads-Emil Dupont Hougaard ‏           | 56                                   |
| 176                                  | Peter Asbjørn Hansen‏                 | لم يكمل السباق                       |

| CO:PLAY-Giant Store ‏ ___ | CO:PLAY-Giant Store ‏ ___  | CO:PLAY-Giant Store ‏ ___ |
| ------------------------ | ------------------------- | ------------------------ |
| م                        | عداء                      | مرتبة                    |
| 181                      | Victor Grue Enggaard ‏     | 32                       |
| 182                      | Kristian Siig Hessel‏      | 68                       |
| 183                      | Phillip Mathiesen ‏        | 78                       |
| 184                      | Pelle Køster ‏             | 33                       |
| 185                      | Mathias Matz ‏             | لم يكمل السباق           |
| 186                      | Kristian Broløs Damgaard ‏ | لم يكمل السباق           |

| Team Nyt Syn powered by Fialla ‏ ___ | Team Nyt Syn powered by Fialla ‏ ___ | Team Nyt Syn powered by Fialla ‏ ___ |
| ----------------------------------- | ----------------------------------- | ----------------------------------- |
| م                                   | عداء                                | مرتبة                               |
| 191                                 | Karl-Erik Rosendahl‏                 | لم يكمل السباق                      |
| 192                                 | Arne Birkemose ‏                     | لم يكمل السباق                      |
| 193                                 | Silas Bolund Falkø‏                  | لم يكمل السباق                      |
| 194                                 | Ian Millennium‏                      | لم يكمل السباق                      |
| 195                                 | Bjørn Andreassen ‏                   | 36                                  |

| Bache-JS.dk ‏ ___ | Bache-JS.dk ‏ ___     | Bache-JS.dk ‏ ___ |
| ---------------- | -------------------- | ---------------- |
| م                | عداء                 | مرتبة            |
| 201              | نيكلاس بيديرسين ‏     | 9                |
| 202              | Emil Andersen‏        | لم يكمل السباق   |
| 203              | Peter Skov Lauritzen‏ | 41               |
| 204              | Stefan Ryom‏          | لم يكمل السباق   |
| 205              | Lauge Woer‏           | لم يكمل السباق   |
| 206              | Jeppe Andreasen‏      | لم يكمل السباق   |

| IBT-BH Carl Ras ‏ ___ | IBT-BH Carl Ras ‏ ___ | IBT-BH Carl Ras ‏ ___ |
| -------------------- | -------------------- | -------------------- |
| م                    | عداء                 | مرتبة                |
| 211                  | Frederik Thomsen ‏    | 55                   |
| 212                  | Lucas Schrøder‏       | لم يكمل السباق       |
| 213                  | Rasmus Bisgaard‏      | لم يكمل السباق       |
| 214                  | Kasper Due Kaspersen‏ | لم يكمل السباق       |
| 215                  | Marckus Njor ‏        | 64                   |

| Georg Berg ‏ ___ | Georg Berg ‏ ___                   | Georg Berg ‏ ___ |
| --------------- | --------------------------------- | --------------- |
| م               | عداء                              | مرتبة           |
| 221             | Nicklas Lilleskov Falk Rasmussen ‏ | لم يكمل السباق  |
| 222             | Oskar Winkler ‏                    | لم يكمل السباق  |
| 223             | Niklas Hornshøj‏                   | لم يكمل السباق  |
| 224             | Magnus Rost‏                       | لم يكمل السباق  |
| 225             | Jacob Schebye ‏                    | لم يكمل السباق  |
| 226             | Anders Bjørn Jørgensen‏            | 69              |

| Team Sparekassen Danmark Aalborg ‏ ___ | Team Sparekassen Danmark Aalborg ‏ ___ | Team Sparekassen Danmark Aalborg ‏ ___ |
| ------------------------------------- | ------------------------------------- | ------------------------------------- |
| م                                     | عداء                                  | مرتبة                                 |
| 231                                   | Morten Gadgaard ‏                      | 23                                    |
| 232                                   | Alexandru Ionuț Antoniu ‏              | 35                                    |
| 233                                   | Johannes Rom Dahl‏                     | لم يكمل السباق                        |
| 234                                   | Jacob Gye Madsen ‏                     | لم يكمل السباق                        |
| 235                                   | Sebastian Petersen ‏                   | 72                                    |
| 236                                   | Magnus Lorents Nielsen ‏               | لم يكمل السباق                        |

| Give Elementer ‏ ___ | Give Elementer ‏ ___    | Give Elementer ‏ ___ |
| ------------------- | ---------------------- | ------------------- |
| م                   | عداء                   | مرتبة               |
| 241                 | Anders Bruun‏           | لم يكمل السباق      |
| 242                 | Daniel Eriksen‏         | 62                  |
| 243                 | Gustav Frederik Dahl ‏  | 11                  |
| 244                 | Jeppe Falk-Kristensen ‏ | 80                  |
| 245                 | Jakob Bødker‏           | لم يكمل السباق      |
| 246                 | Jeppe Tolbøll‏          | لم يكمل السباق      |

| Team SmartDry‏ ___ | Team SmartDry‏ ___          | Team SmartDry‏ ___ |
| ----------------- | -------------------------- | ----------------- |
| م                 | عداء                       | مرتبة             |
| 251               | Christian Gorm Albrechtsen‏ | 71                |
| 252               | Keegan Hornblow ‏           | 65                |
| 253               | Riley Fleming‏              | لم يكمل السباق    |
| 254               | Ari Scott‏                  | لم يكمل السباق    |
| 255               | Adam Ward‏                  | لم يكمل السباق    |
| 256               | Andrew Lydic‏               | لم يكمل السباق    |

| Tønsberg CK Elite‏ ___ | Tønsberg CK Elite‏ ___          | Tønsberg CK Elite‏ ___ |
| --------------------- | ------------------------------ | --------------------- |
| م                     | عداء                           | مرتبة                 |
| 261                   | Sondre Peder Kristensen ‏       | لم يكمل السباق        |
| 262                   | Anton Stensby ‏                 | لم يكمل السباق        |
| 263                   | Vebjørn Rønning ‏               | لم يكمل السباق        |
| 264                   | Jon Rye-Johnsen ‏               | لم يكمل السباق        |
| 265                   | Aleksander Andersen Skjelbred ‏ | لم يكمل السباق        |
| 266                   | Kasper Steen Enstad ‏           | لم يكمل السباق        |

| WPGA Amsterdam Racing Academy‏ ___ | WPGA Amsterdam Racing Academy‏ ___ | WPGA Amsterdam Racing Academy‏ ___ |
| --------------------------------- | --------------------------------- | --------------------------------- |
| م                                 | عداء                              | مرتبة                             |
| 271                               | Wessel Mouris ‏                    | لم يكمل السباق                    |
| 272                               | Hugo Kars‏                         | 58                                |
| 273                               | Bram Leerkes‏                      | 61                                |
| 274                               | Joost Nat‏                         | 51                                |
| 275                               | Niek Voogt ‏                       | 24                                |
| 276                               | Tjalle de Bruin‏                   | 66                                |

| The Cycling Academy Race Team‏ ___ | The Cycling Academy Race Team‏ ___ | The Cycling Academy Race Team‏ ___ |
| --------------------------------- | --------------------------------- | --------------------------------- |
| م                                 | عداء                              | مرتبة                             |
| 281                               | Ciaran McSherry‏                   | لم يكمل السباق                    |
| 282                               | Angus Joshi‏                       | لم يكمل السباق                    |
| 283                               | Gregor McArthur‏                   | لم يكمل السباق                    |
| 284                               | Ben Flanagan‏                      | لم يكمل السباق                    |
| 285                               | Thomas Gelati‏                     | لم يكمل السباق                    |
| 286                               | Yuval Tsahor‏                      | لم يكمل السباق                    |

| كولوكويك للدراجات ‏ TCQ | كولوكويك للدراجات ‏ TCQ    | كولوكويك للدراجات ‏ TCQ |
| ---------------------- | ------------------------- | ---------------------- |
| م                      | عداء                      | مرتبة                  |
| 1                      | مادس أوسترغارد كريستنسن ‏  | 15                     |
| 2                      | Frederik Muff ‏            | 18                     |
| 3                      | Sebastian Kolze Changizi ‏ | 7                      |
| 4                      | مادس أندرسن ‏              | 53                     |
| 5                      | Joshua Gudnitz ‏           | 29                     |
| 6                      | Frederik Bjørn Sørensen ‏  | 77                     |

| فريق الدنمارك لركوب الدراجات للرجال 2022 ‏ DEN | فريق الدنمارك لركوب الدراجات للرجال 2022 ‏ DEN | فريق الدنمارك لركوب الدراجات للرجال 2022 ‏ DEN |
| --------------------------------------------- | --------------------------------------------- | --------------------------------------------- |
| م                                             | عداء                                          | مرتبة                                         |
| 11                                            | مادس بيدرسن                                   | 3                                             |
| 12                                            | Mathias Norsgaard ‏                            | 14                                            |
| 13                                            | Tobias Lund Andresen ‏                         | لم يكمل السباق                                |
| 14                                            | أندرياس ستوكبرو                               | 1                                             |
| 15                                            | Mattias Nordal ‏                               | لم يكمل السباق                                |
| 16                                            | Johan Price-Pejtersen ‏                        | 16                                            |

| أونو-إكس موبيليتي ‏ UXT | أونو-إكس موبيليتي ‏ UXT | أونو-إكس موبيليتي ‏ UXT |
| ---------------------- | ---------------------- | ---------------------- |
| م                      | عداء                   | مرتبة                  |
| 21                     | Anthon Charmig ‏        | 17                     |
| 22                     | Morten Hulgaard ‏       | 47                     |
| 23                     | Fredrik Dversnes ‏      | 45                     |
| 24                     | لاسي نورمان هانسن      | 48                     |
| 25                     | William Blume Levy ‏    | 10                     |
| 26                     | Kristian Kulset ‏       | 44                     |

| فريق ريوال للدراجات ‏ RIW | فريق ريوال للدراجات ‏ RIW | فريق ريوال للدراجات ‏ RIW |
| ------------------------ | ------------------------ | ------------------------ |
| م                        | عداء                     | مرتبة                    |
| 31                       | Martijn Budding ‏         | 22                       |
| 32                       | Elmar Reinders ‏          | 4                        |
| 33                       | Alexander Salby ‏         | 49                       |
| 34                       | Søren Vosgerau ‏          | لم يكمل السباق           |
| 35                       | Morten Nørtoft ‏          | 20                       |
| 36                       | Kasper Viberg Søgaard ‏   | 73                       |

| بي إتش إس - بل بيتون بورنهولم ‏ BPC | بي إتش إس - بل بيتون بورنهولم ‏ BPC | بي إتش إس - بل بيتون بورنهولم ‏ BPC |
| ---------------------------------- | ---------------------------------- | ---------------------------------- |
| م                                  | عداء                               | مرتبة                              |
| 41                                 | Mads Rahbek ‏                       | 1                                  |
| 42                                 | Adam Holm Jørgensen ‏               | 5                                  |
| 43                                 | Nils Lau Nyborg Broge ‏             | 75                                 |
| 44                                 | Emil Toudal ‏                       | 21                                 |
| 45                                 | Gustav Wang ‏                       | 30                                 |
| 46                                 | Sebastian Ryttersgaard ‏            | 57                                 |

| ريستورانت سوري كارل راس ‏ GSH | ريستورانت سوري كارل راس ‏ GSH | ريستورانت سوري كارل راس ‏ GSH |
| ---------------------------- | ---------------------------- | ---------------------------- |
| م                            | عداء                         | مرتبة                        |
| 51                           | ماثياس لارسن ‏                | 6                            |
| 52                           | Tobias Kongstad ‏             | 38                           |
| 53                           | Rasmus Bøgh Wallin ‏          | 13                           |
| 54                           | Magnus Bak Klaris ‏           | 43                           |
| 55                           | Albert Holm ‏                 | لم يكمل السباق               |
| 56                           | Alexander Arnt Hansen ‏       | لم يكمل السباق               |

| Parkhotel Valkenburg CT ‏ ABC | Parkhotel Valkenburg CT ‏ ABC | Parkhotel Valkenburg CT ‏ ABC |
| ---------------------------- | ---------------------------- | ---------------------------- |
| م                            | عداء                         | مرتبة                        |
| 61                           | Luke Verburg‏                 | 39                           |
| 62                           | Joren Bloem ‏                 | 63                           |
| 63                           | Mel van der Veekens ‏         | لم يكمل السباق               |
| 64                           | كالوم مكليود‏                 | 46                           |
| 65                           | Lars Loohuis‏                 | 34                           |
| 66                           | Mike Schuch‏                  | 50                           |

| Mazowsze Serce Polski ‏ MSP | Mazowsze Serce Polski ‏ MSP  | Mazowsze Serce Polski ‏ MSP |
| -------------------------- | --------------------------- | -------------------------- |
| م                          | عداء                        | مرتبة                      |
| 71                         | Piotr Brożyna ‏              | لم يكمل السباق             |
| 72                         | Marcin Budziński (cyclist) ‏ | 42                         |
| 73                         | Tomasz Budziński ‏           | 28                         |
| 74                         | Mateusz Gajdulewicz ‏        | لم يكمل السباق             |
| 75                         | Kacper Gieryk ‏              | لم يكمل السباق             |
| 76                         | Adam Stachowiak (cyclist) ‏  | لم يكمل السباق             |

| توبفوركس لابيير ‏ ATT | توبفوركس لابيير ‏ ATT | توبفوركس لابيير ‏ ATT |
| -------------------- | -------------------- | -------------------- |
| م                    | عداء                 | مرتبة                |
| 81                   | Jiří Petruš‏          | لم يكمل السباق       |
| 82                   | Petr Klabouch‏        | 74                   |
| 83                   | Miká Heming ‏         | 8                    |
| 84                   | Matěj Stránský ‏      | 70                   |
| 85                   | Matúš Štoček ‏        | 54                   |
| 86                   | Tomáš Bárta ‏         | 27                   |

| Team Kjekkas Elite‏ ___ | Team Kjekkas Elite‏ ___ | Team Kjekkas Elite‏ ___ |
| ---------------------- | ---------------------- | ---------------------- |
| م                      | عداء                   | مرتبة                  |
| 91                     | Anders Bjørgeengen‏     | لم يكمل السباق         |
| 92                     | Jørgen Korstad‏         | لم يكمل السباق         |
| 93                     | Kristian Klevgård ‏     | 12                     |
| 94                     | Kristoffer Skjerping ‏  | 31                     |
| 95                     | Magnus Frydenlund ‏     | لم يكمل السباق         |

| Diftar Continental Cyclingteam ‏ ALQ | Diftar Continental Cyclingteam ‏ ALQ | Diftar Continental Cyclingteam ‏ ALQ |
| ----------------------------------- | ----------------------------------- | ----------------------------------- |
| م                                   | عداء                                | مرتبة                               |
| 101                                 | Tim Bierkens‏                        | 25                                  |
| 102                                 | Mike Bronswijk‏                      | 37                                  |
| 103                                 | Aden Paterson‏                       | 40                                  |
| 104                                 | Lars Rouffaer ‏                      | 26                                  |
| 105                                 | Lars van Uum‏                        | 60                                  |
| 106                                 | Mike Vliek‏                          | لم يكمل السباق                      |

| دوكلا بانسكا بيستريتسا ‏ DKB | دوكلا بانسكا بيستريتسا ‏ DKB | دوكلا بانسكا بيستريتسا ‏ DKB |
| --------------------------- | --------------------------- | --------------------------- |
| م                           | عداء                        | مرتبة                       |
| 111                         | Samuel Tuka‏                 | لم يكمل السباق              |
| 112                         | مارتن هارينغ ‏               | لم يكمل السباق              |
| 113                         | Patrik Tybor ‏               | لم يكمل السباق              |
| 114                         | Lukáš Kubiš ‏                | لم يكمل السباق              |
| 115                         | Adam Foltán ‏                | لم يكمل السباق              |
| 116                         | Pavol Rovder‏                | لم يكمل السباق              |

| موتالا سيرنك أليبايك ‏ MSA | موتالا سيرنك أليبايك ‏ MSA | موتالا سيرنك أليبايك ‏ MSA |
| ------------------------- | ------------------------- | ------------------------- |
| م                         | عداء                      | مرتبة                     |
| 121                       | Jacob Ahlsson ‏            | لم يكمل السباق            |
| 122                       | Samuel Lord‏               | لم يكمل السباق            |
| 123                       | Lukas Vernersson ‏         | لم يكمل السباق            |
| 124                       | Linus Kvist ‏              | لم يكمل السباق            |
| 125                       | Filip Mård ‏               | 76                        |
| 126                       | Hugo Lennartsson ‏         | 67                        |

| Voltas Cycling Team ‏ VCT | Voltas Cycling Team ‏ VCT | Voltas Cycling Team ‏ VCT |
| ------------------------ | ------------------------ | ------------------------ |
| م                        | عداء                     | مرتبة                    |
| 141                      | Mantas Staliūnas‏         | لم يكمل السباق           |
| 142                      | Darijus Džervus ‏         | لم يكمل السباق           |
| 143                      | Jokūbas Zdanevičius‏      | لم يكمل السباق           |
| 144                      | Mindaugas Striška ‏       | لم يكمل السباق           |
| 145                      | Edgaras Kovaliovas ‏      | لم يكمل السباق           |

| Team Skyline ‏ TSL | Team Skyline ‏ TSL | Team Skyline ‏ TSL |
| ----------------- | ----------------- | ----------------- |
| م                 | عداء              | مرتبة             |
| 151               | Wolfgang Brandl ‏  | 52                |
| 152               | Clayton Travis‏    | لم يكمل السباق    |
| 153               | Chaz Turmon‏       | لم يكمل السباق    |
| 154               | Joseph Lupien‏     | لم يكمل السباق    |
| 155               | Nick Kleban‏       | 59                |
| 156               | Trevor August‏     | لم يكمل السباق    |

| Kaunas Cycling Team ‏ KCC | Kaunas Cycling Team ‏ KCC | Kaunas Cycling Team ‏ KCC |
| ------------------------ | ------------------------ | ------------------------ |
| م                        | عداء                     | مرتبة                    |
| 161                      | Venantas Lašinis ‏        | 19                       |
| 162                      | Aristidas Kelmelis‏       | لم يكمل السباق           |
| 163                      | Mantas Balčiūnas‏         | لم يكمل السباق           |
| 164                      | Gustas Raugala ‏          | لم يكمل السباق           |
| 165                      | Artūras Kazakevičius‏     | لم يكمل السباق           |
| 166                      | Martynas Tomkus‏          | لم يكمل السباق           |

| Herning CK Elite Biemme Danmark ‏ ___ | Herning CK Elite Biemme Danmark ‏ ___ | Herning CK Elite Biemme Danmark ‏ ___ |
| ------------------------------------ | ------------------------------------ | ------------------------------------ |
| م                                    | عداء                                 | مرتبة                                |
| 171                                  | Jonas Nordal Jakobsen‏                | لم يكمل السباق                       |
| 172                                  | Rasmus Byriel Iversen ‏               | لم يكمل السباق                       |
| 173                                  | Andreas Brandt Aidel ‏                | لم يكمل السباق                       |
| 174                                  | Daniel Lyhne ‏                        | 79                                   |
| 175                                  | Mads-Emil Dupont Hougaard ‏           | 56                                   |
| 176                                  | Peter Asbjørn Hansen‏                 | لم يكمل السباق                       |

| CO:PLAY-Giant Store ‏ ___ | CO:PLAY-Giant Store ‏ ___  | CO:PLAY-Giant Store ‏ ___ |
| ------------------------ | ------------------------- | ------------------------ |
| م                        | عداء                      | مرتبة                    |
| 181                      | Victor Grue Enggaard ‏     | 32                       |
| 182                      | Kristian Siig Hessel‏      | 68                       |
| 183                      | Phillip Mathiesen ‏        | 78                       |
| 184                      | Pelle Køster ‏             | 33                       |
| 185                      | Mathias Matz ‏             | لم يكمل السباق           |
| 186                      | Kristian Broløs Damgaard ‏ | لم يكمل السباق           |

| Team Nyt Syn powered by Fialla ‏ ___ | Team Nyt Syn powered by Fialla ‏ ___ | Team Nyt Syn powered by Fialla ‏ ___ |
| ----------------------------------- | ----------------------------------- | ----------------------------------- |
| م                                   | عداء                                | مرتبة                               |
| 191                                 | Karl-Erik Rosendahl‏                 | لم يكمل السباق                      |
| 192                                 | Arne Birkemose ‏                     | لم يكمل السباق                      |
| 193                                 | Silas Bolund Falkø‏                  | لم يكمل السباق                      |
| 194                                 | Ian Millennium‏                      | لم يكمل السباق                      |
| 195                                 | Bjørn Andreassen ‏                   | 36                                  |

| Bache-JS.dk ‏ ___ | Bache-JS.dk ‏ ___     | Bache-JS.dk ‏ ___ |
| ---------------- | -------------------- | ---------------- |
| م                | عداء                 | مرتبة            |
| 201              | نيكلاس بيديرسين ‏     | 9                |
| 202              | Emil Andersen‏        | لم يكمل السباق   |
| 203              | Peter Skov Lauritzen‏ | 41               |
| 204              | Stefan Ryom‏          | لم يكمل السباق   |
| 205              | Lauge Woer‏           | لم يكمل السباق   |
| 206              | Jeppe Andreasen‏      | لم يكمل السباق   |

| IBT-BH Carl Ras ‏ ___ | IBT-BH Carl Ras ‏ ___ | IBT-BH Carl Ras ‏ ___ |
| -------------------- | -------------------- | -------------------- |
| م                    | عداء                 | مرتبة                |
| 211                  | Frederik Thomsen ‏    | 55                   |
| 212                  | Lucas Schrøder‏       | لم يكمل السباق       |
| 213                  | Rasmus Bisgaard‏      | لم يكمل السباق       |
| 214                  | Kasper Due Kaspersen‏ | لم يكمل السباق       |
| 215                  | Marckus Njor ‏        | 64                   |

| Georg Berg ‏ ___ | Georg Berg ‏ ___                   | Georg Berg ‏ ___ |
| --------------- | --------------------------------- | --------------- |
| م               | عداء                              | مرتبة           |
| 221             | Nicklas Lilleskov Falk Rasmussen ‏ | لم يكمل السباق  |
| 222             | Oskar Winkler ‏                    | لم يكمل السباق  |
| 223             | Niklas Hornshøj‏                   | لم يكمل السباق  |
| 224             | Magnus Rost‏                       | لم يكمل السباق  |
| 225             | Jacob Schebye ‏                    | لم يكمل السباق  |
| 226             | Anders Bjørn Jørgensen‏            | 69              |

| Team Sparekassen Danmark Aalborg ‏ ___ | Team Sparekassen Danmark Aalborg ‏ ___ | Team Sparekassen Danmark Aalborg ‏ ___ |
| ------------------------------------- | ------------------------------------- | ------------------------------------- |
| م                                     | عداء                                  | مرتبة                                 |
| 231                                   | Morten Gadgaard ‏                      | 23                                    |
| 232                                   | Alexandru Ionuț Antoniu ‏              | 35                                    |
| 233                                   | Johannes Rom Dahl‏                     | لم يكمل السباق                        |
| 234                                   | Jacob Gye Madsen ‏                     | لم يكمل السباق                        |
| 235                                   | Sebastian Petersen ‏                   | 72                                    |
| 236                                   | Magnus Lorents Nielsen ‏               | لم يكمل السباق                        |

| Give Elementer ‏ ___ | Give Elementer ‏ ___    | Give Elementer ‏ ___ |
| ------------------- | ---------------------- | ------------------- |
| م                   | عداء                   | مرتبة               |
| 241                 | Anders Bruun‏           | لم يكمل السباق      |
| 242                 | Daniel Eriksen‏         | 62                  |
| 243                 | Gustav Frederik Dahl ‏  | 11                  |
| 244                 | Jeppe Falk-Kristensen ‏ | 80                  |
| 245                 | Jakob Bødker‏           | لم يكمل السباق      |
| 246                 | Jeppe Tolbøll‏          | لم يكمل السباق      |

| Team SmartDry‏ ___ | Team SmartDry‏ ___          | Team SmartDry‏ ___ |
| ----------------- | -------------------------- | ----------------- |
| م                 | عداء                       | مرتبة             |
| 251               | Christian Gorm Albrechtsen‏ | 71                |
| 252               | Keegan Hornblow ‏           | 65                |
| 253               | Riley Fleming‏              | لم يكمل السباق    |
| 254               | Ari Scott‏                  | لم يكمل السباق    |
| 255               | Adam Ward‏                  | لم يكمل السباق    |
| 256               | Andrew Lydic‏               | لم يكمل السباق    |

| Tønsberg CK Elite‏ ___ | Tønsberg CK Elite‏ ___          | Tønsberg CK Elite‏ ___ |
| --------------------- | ------------------------------ | --------------------- |
| م                     | عداء                           | مرتبة                 |
| 261                   | Sondre Peder Kristensen ‏       | لم يكمل السباق        |
| 262                   | Anton Stensby ‏                 | لم يكمل السباق        |
| 263                   | Vebjørn Rønning ‏               | لم يكمل السباق        |
| 264                   | Jon Rye-Johnsen ‏               | لم يكمل السباق        |
| 265                   | Aleksander Andersen Skjelbred ‏ | لم يكمل السباق        |
| 266                   | Kasper Steen Enstad ‏           | لم يكمل السباق        |

| WPGA Amsterdam Racing Academy‏ ___ | WPGA Amsterdam Racing Academy‏ ___ | WPGA Amsterdam Racing Academy‏ ___ |
| --------------------------------- | --------------------------------- | --------------------------------- |
| م                                 | عداء                              | مرتبة                             |
| 271                               | Wessel Mouris ‏                    | لم يكمل السباق                    |
| 272                               | Hugo Kars‏                         | 58                                |
| 273                               | Bram Leerkes‏                      | 61                                |
| 274                               | Joost Nat‏                         | 51                                |
| 275                               | Niek Voogt ‏                       | 24                                |
| 276                               | Tjalle de Bruin‏                   | 66                                |

| The Cycling Academy Race Team‏ ___ | The Cycling Academy Race Team‏ ___ | The Cycling Academy Race Team‏ ___ |
| --------------------------------- | --------------------------------- | --------------------------------- |
| م                                 | عداء                              | مرتبة                             |
| 281                               | Ciaran McSherry‏                   | لم يكمل السباق                    |
| 282                               | Angus Joshi‏                       | لم يكمل السباق                    |
| 283                               | Gregor McArthur‏                   | لم يكمل السباق                    |
| 284                               | Ben Flanagan‏                      | لم يكمل السباق                    |
| 285                               | Thomas Gelati‏                     | لم يكمل السباق                    |
| 286                               | Yuval Tsahor‏                      | لم يكمل السباق                    |

## التصنيف العام النهائي
| التصنيف العام         | التصنيف العام             | التصنيف العام | التصنيف العام                             | التصنيف العام |
| العداء                | العداء                    | البلد         | الفريق                                    | الوقت         |
| --------------------- | ------------------------- | ------------- | ----------------------------------------- | ------------- |
| 1                     | أندرياس ستوكبرو           | الدنمارك      | فريق الدنمارك لركوب الدراجات للرجال 2022 ‏ | 4 س 14 د 13 ث |
| 2                     | Mads Rahbek ‏              | الدنمارك      | بي إتش إس - بل بيتون بورنهولم ‏            | + 0 ث         |
| 3                     | مادس بيدرسن               | الدنمارك      | فريق الدنمارك لركوب الدراجات للرجال 2022 ‏ | + 0 ث         |
| 4                     | Elmar Reinders ‏           | هولندا        | فريق ريوال للدراجات ‏                      | + 0 ث         |
| 5                     | Adam Holm Jørgensen ‏      | الدنمارك      | بي إتش إس - بل بيتون بورنهولم ‏            | + 0 ث         |
| 6                     | ماثياس لارسن ‏             | الدنمارك      | ريستورانت سوري كارل راس ‏                  | + 0 ث         |
| 7                     | Sebastian Kolze Changizi ‏ | الدنمارك      | كولوكويك للدراجات ‏                        | + 0 ث         |
| 8                     | Miká Heming ‏              | ألمانيا       | توبفوركس لابيير ‏                          | + 0 ث         |
| 9                     | نيكلاس بيديرسين ‏          | الدنمارك      | Bache-JS.dk ‏                              | + 0 ث         |
| 10                    | William Blume Levy ‏       | الدنمارك      | أونو-إكس موبيليتي ‏                        | + 0 ث         |
| 11                    | Gustav Frederik Dahl ‏     | الدنمارك      | Team Give Elementer ‏                      | + 0 ث         |
| 12                    | Kristian Klevgård ‏        | النرويج       | Team Kjekkas Elite ‏                       | + 0 ث         |
| 13                    | Rasmus Bøgh Wallin ‏       | الدنمارك      | ريستورانت سوري كارل راس ‏                  | + 0 ث         |
| 14                    | Mathias Norsgaard ‏        | الدنمارك      | فريق الدنمارك لركوب الدراجات للرجال 2022 ‏ | + 0 ث         |
| 15                    | Johan Price-Pejtersen ‏    | الدنمارك      | فريق الدنمارك لركوب الدراجات للرجال 2022 ‏ | + 11 ث        |
| مصدر: ProCyclingStats |                           |               |                                           |               |

## وصلات خارجية
- الموقع الرسمي
- لمحة عن سباق جائزة هيرنينغ الكبرى 2022 على موقع  ProCyclingStats   (برو  سايكلنج  ستاتس) - إحصاءات  محترفي  الدراجات.
- جائزة هيرنينغ الكبرى 2022 على موقع إحصائيات الدراجات الإحترافية (الإنجليزية)